# Агрохімічний паспорт
Агрохімічний паспорт земельної ділянки (поля) — документ, що містить дані щодо агрохімічної характеристики ґрунтів і стану їхнього забруднення токсичними речовинами та радіонуклідами.
До агрохімічного паспорта входить більше 20 показників якісного стану ґрунту: агрофізичні (гранулометричний склад, щільність ґрунту, продуктивна волога), агрохімічні (кислотність, рН, сума ввібраних основ, вміст гумусу, азоту, фосфору, калію, мікроелементів тощо), екотоксикологічні (вміст важких металів, залишків пестицидів, радіонуклідів тощо).
Агрохімічну паспортизацію, як обов'язковий захід на всіх землях сільськогосподарського призначення, було запроваджено Указом Президента України від 2 грудня 1995 року № 1118/95 «Про суцільну агрохімічну паспортизацію земель сільськогосподарського призначення».
Паспортизація земель сільськогосподарського призначення проводиться з метою здійснення державного контролю за зміною показників родючості та забруднення ґрунтів токсичними речовинами і радіонуклідами, раціонального використання земель сільськогосподарського призначення.
Паспортизацію здійснюють 25 державних проєктно-технологічних центрів охорони родючості ґрунтів і якості продукції АР Крим і областей на чолі з Інституту охорони ґрунтів України з періодичністю 5 років. Тобто протягом 5 років поновлюються показники в агрохімічному паспорті поля на всіх землях сільськогосподарського призначення.